# 土曜はドキドキ
『土曜はドキドキ』（どようはドキドキ）は、2011年4月2日から2016年3月26日まで北陸朝日放送で放送されていた情報番組。

## 番組概要
『金曜Ban』（1998年10月～2010年3月は『スーパーJチャンネル 金曜版』）の後継番組。北陸朝日放送において、開局以来初めて土曜日の朝の時間帯に設定した生放送の情報番組であり、様々なコーナーを設けている。北陸地方の民間放送では唯一土曜の午前中に生放送を実施していた。実質的には、2011年3月まで毎月1回放送された『DokiDokiてれび』が発展した番組だが、この番組の開始に伴い、『DokiDokiてれび』は不定期放送となった（こちらは2012年3月をもって終了済み）。
富山県や福井県嶺北地方でのケーブルテレビの区域外再放送が実施されていることも考慮して、番組内のコーナーに反映されていた。また、この番組の開始に伴い、2011年1月から土曜・日曜昼の『ANNニュース』で新たに石川県内のニュースを放送していた。
番組開始時から2011年9月までは架空の喫茶店「Dokiカフェ」を舞台に番組を進行。同年10月放送からは番組内容および出演者を大幅にリニューアルした。
2016年3月26日を以って本番組は終了し、同年4月4日から毎週月曜 - 金曜 14:00 - 14:40に後継番組として本番組の出演者を一新・帯番組化した『2時はどきどき5ch』が放送開始された。その一方で、同年4月2日からは本番組の放送時間の後番組として『教えて!ニュースライブ 正義のミカタ』（朝日放送〈現：朝日放送テレビ〉制作）の同時ネットを土曜 9:30 - 11:00に開始した。

## 放送時間
- 土曜日 9:30 - 10:30（JST）
  - 年末年始や高校野球石川大会中継期間中には放送を休止していた。

## 出演者

### 最終回時点
レギュラー
- 金子美奈（当時北陸朝日放送アナウンサー、メイン司会） - 2013年6月1日より担当。
- 恩田琴江（同上、番組進行、中継担当） - 2011年4月から9月までは「ウエイトレス」役の設定。『朝だ!生です旅サラダ』の中継担当の場合、番組に間に合わないために出演できないことがある。
- 橋本和芳（同上、中継担当→番組進行）
- たなかつよし - 2011年4月から9月までは「常連客」役の設定。

リポーター
- 直江喜一 - 「いぃじい石川」
- ぶんぶんボウル - 中継担当
- ビヨン酢 - 素人リポーター
- ジェニー - 「かなざ和新発見」
- 北川莉子 - ドキドキハンター

### 過去
- 牧野慎二（北陸朝日放送アナウンサー、メイン司会、2013年5月25日まで） - 2011年4月から9月までは「マスター」役の設定。
- 長江もみ（常連客、「出張Dokiカフェ」担当）
- 安藤絵里菜（リポーター、「ホク☆コレ」担当）
- うつだあつみ（同上）
- 前川美奈（ホリプロ大阪）
- 森田恵奈（オフィスキイワード）

## 主なコーナー

### 最終回時点
ホク☆コレ
- ホクリクコレクションの略で、番組前半に放送。女性リポーターの取材パートと橋本の中継リポートで構成される。

おじゃましまっす
- たなかが担当。北陸各地へ出向き、様々な人や話題を伝える。

北陸食遺産
- 北陸地方にある隠れた名店（飲食店）を毎週1店紹介するコーナー。世界遺産にちなんでおり、コーナーのBGMには映画『ニュー・シネマ・パラダイス』の楽曲が使用されている。

琴江の元気が出る天気予報
- 恩田が担当。週末の天気予報と元気が出る一言や曲を紹介する。

### 過去
美人天気予報
- 時計更新サイト「美人時計」の天気予報版。番組のオープニングとエンディングにあり、女性が北陸地方の今日の天気予報をボードを使って紹介している。

そ〜やったんか
- 北陸地方の様々な企業を紹介。経営者を招いて、トークを繰り広げる。

あくのじゅうじか
- 10時前から放送される中継コーナー。石川県内のスーパーマーケットなどからお得な情報を伝える。橋本和芳が演じるリポーター「DJ HASSY」がハイテンションで値引き交渉を行う。コーナー名は「開くの10時か」にちなんでいる。

出張Dokiカフェ
- たなかあるいは長江が担当（2人とも担当する場合がある）。石川県内各地に出向き、リポートや手伝いを行なっている。